# 森夏恩 (科羅拉多州)
森夏恩（英語：Sunshine）是位於美國科羅拉多州圓石縣的一個人口普查指定地區。

## 地理
森夏恩的座標為40°03′53″N 105°22′00″W / 40.06472°N 105.36667°W，而該地最高點為海拔高度2164米（即7100英尺）。

## 人口
根據2010年美國人口普查的數據，森夏恩的面積為4.5平方千米，均為陸地。當地共有人口230人，而人口密度為每平方千米51人。